# Lili Green
Pour les articles homonymes, voir Green.
Alice Sally Mary Green, connue comme Lili Green ou Vallya Lodowska, née le 26 février 1885 à Beckenham (Bromley, Angleterre) et morte le 22 janvier 1977 à La Haye est une danseuse classique et rythmicienne, professeure de danse néerlandaise. 
Lili Green est une pionnière de la danse néerlandaise du XXe siècle qui a créé sa propre identité pour l'art de la danse. Outre une lutte pour l'art de la danse, elle a également mené une lutte personnelle; elle a toujours choisi de vivre son orientation lesbienne ouvertement, avec sa partenaire de danse Margaret Walker et la compositrice Henriette van Lennep (nl).  

## Biographie
Lili Green est née d'un père écossais et d'une mère hollandaise. Encore très jeune, elle déménage avec ses parents au Suriname, où elle passe son enfance dans la plantation de cacao de Belwaarde, au nord-est de Paramaribo.
En 1899, la famille part pour les Pays-Bas. Lili étude le piano au conservatoire de La Haye. En 1905, elle voit Isadora Duncan, fondatrice de la danse moderne, se produire à Scheveningen et parle avec elle. Duncan lui dit « tu ne peux pas apprendre la danse, tu dois faire des danses ». Elle décide de devenir danseuse. Lili Green fait ses débuts dans la danse en 1907 et crée ses propres chorégraphies, comme Bloemensproke (1907). Elle commence à danser avec la compagnie de théâtre d'Eduard Verkade où elle fait ses débuts en 1908 dans le rôle d'Ophélie dans Hamlet. 
En 1910, Lili Green part pour Londres prendre des cours d'eurythmie et de ballet classique avec Mikhail Mordkin entre autres. Au début des années 1910, elle danse avec Andreas Pavley. En tant que « danseurs russes », ils exécutent des danses modernes « libres » pieds nus et dans des costumes transparents, inspirées par la nature et la musique de Debussy, Chopin et Ravel. Elle prend le nom de scène de Vallya Lodowska. Ils produisent des spectacles de danse à Londres et aux Pays-Bas en 1910-1911 où ils présentent des thèmes orientaux et mythologiques. Elle danse sur des solos d'un pianiste, d'un altiste ou d'une soprano, son amie anglaise Margaret Walker. Dans toutes ses danses, elle incarne un personnage dans une histoire inspirée de la musique : La danse du meurtrier, La Jeune Fille et la Mort de Schubert, La danse d'Anitra de Peer Gynt. Pour Chansons sans paroles de Tchaïkovski, elle et Pavley conçoivent un conte : Pierrot et Columbine.   
Au début de la Première Guerre mondiale, Lili Green et Margaret Walker s'installent à La Haye, où elles ouvrent le Lili Green et Margaret Walker Dance Institute. Considérée comme une « fille de Duncan », elle enseigne aux filles de l'élite de La Haye un style de danse décrit comme l'expression naturelle du corps et l'improvisation de la danse basée sur la musique.
En 1922, elle danse le rôle de Fand, déesse de la mer, dans la production néerlandaise de The Only Jealousy of Emer de Yeats, aux côtés d'Albert van Dalsum (nl) dans le rôle du Fantôme de Cuchulain, chorégraphie de Lili Green, musique d'Alexander Voormolen (en), à Amsterdam en avril 1922, repris à La Haye en 1923 et Utrecht en 1924.
En 1929, Lili Green publie Einfiihrung in das Wesen unserer Gesten und Bewegungen (Introduction à la nature de nos gestes et mouvements), un traité basé sur la théorie de François Delsarte, sur les correspondances entre les gestes et les émotions. La même année, elle part pour Opava, où elle dirige le ballet de l'opéra. En 1930, Green retourne aux Pays-Bas et vit à Amsterdam. En 1933, elle tient le rôle-titre dans Salomé donnée à Zandvoort, le grand moment de la mise en scène est son interprétation de La Danse des sept voiles. 
Elle ouvre une nouvelle école de danse à Amsterdam : l'École d'art du mouvement . 
Dans les années 1930, elle continue à se produire en Europe avec des danses qu'elle a créé avant 1913,.
En 1935, Green forme avec ses élèves le Nederlandsche Ballet. En 1936, elle participe à la danse aux Jeux Olympiques de Berlin et remporte une médaille de bronze avec un solo.
Après la seconde guerre mondiale, elle fonde Studio '45 avec Sonia Gaskell.
En 1948, elle et sa mère partent pour les États-Unis, où vivent trois de ses frères et sœurs. À Washington, elle fonde une nouvelle école de danse : Dance Studio Lili Green et devient directrice de la Continental School of Movement. En 1959, elle retourne à La Haye où elle ouvre une école de danse  et recommence à enseigner. Les membres du nouveau Nederlands Dans Theater, venant du Het Nationale Ballet de Sonia Gaskell, sont formés dans son nouveau studio.
Lili Green travaille dans son atelier à La Haye jusqu'en 1966.

## Chorégraphie
- Bloemensproke (1907).
- Rigaudon (1910).
- Pastorale (1912).
- Wals (1922).
- The Only Jealousy of Emer (1922).
- Der Tod und das Mädchen (1929).
- Op het slagveld (1930).
- Plus que lente (1935).
- Prélude (1948).
- Cradle song (1956).
- New Orleans Novelette (1956).

## Vie privée
À Londres, Lili Green rencontre la danseuse et chanteuse d'opéra anglaise Margaret Walker (1886-1972), avec qui elle entame une relation. Green parle ouvertement de son homosexualité et écrit une pièce en un acte sur le lesbianisme : A conflict (1910). En 1925, Green et Walker se séparent. En 1929, elle commence une relation avec la compositrice Henriette van Lennep (nl).